# Albéric Vaillant
 (novembre 2023).
Albéric Vaillant, né le 14 février 1915 à Paris et mort le 22 juin 2011 dans la même ville, est un général d'armée ayant pris part à la Seconde Guerre mondiale et aux conflits indochinois et algériens au sein de la légion étrangère avant d’occuper des fonctions importantes au niveau national et international.
Peu après sa sortie de Saint-Cyr et jeune sous-lieutenant, il débute la Seconde Guerre mondiale sur la ligne Maginot. Capturé début juillet 1940, il s’évade et parvient à rejoindre l’Algérie en 1942 et prend part ensuite à la campagne d'Italie et à la libération de la France en 1944-1945. Il sert ensuite en Indochine au cours de deux séjours entre 1946 et 1952. Puis, après des postes à Washington et en France, il est à nouveau en Algérie où, après avoir occupé des postes d’état-major, colonel en 1960, il commande la 13e demi-brigade de la Légion étrangère en février 1961 puis le 1er régiment étranger. De retour en France et après son commandement, il est nommé à l'état-major du commandement en chef des forces alliées centre-Europe, attaché militaire auprès de l'ambassade de France à Bonn, commandant de la 3e division blindée en 1968 et inspecteur de l'infanterie en 1970. Sur proposition de Michel Debré, il est promu général d'armée et nommé inspecteur général de l'armée de terre en février 1973. Il est élevé à la dignité de grand-croix de la Légion d'honneur le 24 décembre 1975 et en février 1976, il est admis dans la 2e section du cadre des officiers généraux. Il meurt à Paris le 22 juin 2011 et est inhumé au cimetière du Père-Lachaise dans le caveau de famille.

## Biographie

### Famille
Albéric Vaillant naît le 14 février 1915 dans le 5e arrondissement de Paris de Louis Vaillant, médecin major de l'infanterie (1876-1963) et de Marguerite Thévenot (1885-1917). Il se marie le 20 octobre 1947 avec Anne-Marie Ganeval, fille du général Jean Ganeval, avec qui il a deux enfants, Philippe et Jocelyne. Il est le petit-fils de Léon Vaillant.

### Formation
Il fréquente l’école Massillon (Oratoriens) et le Lycée Charlemagne. Ayant tôt la vocation militaire, il prépare Saint-Cyr au lycée Saint-Louis à Paris, et entre en 1935 à l'École Spéciale Militaire (promotion Maréchal-Lyautey) d'où il sort, deux ans plus tard, sous-lieutenant d'infanterie.
Affecté au 146e régiment d'infanterie de forteresse (qui deviendra 156e RIF le 25 août 1939), il se retrouve, dès janvier 1938, au Ban Saint-Jean, près de Boulay au nord de Metz. Dix mois plus tard, il est muté à la compagnie d'ouvrage numéro 1, dans le secteur de Faulquemont où il commande le plus petit ouvrage de la ligne Maginot, celui d'Einseling, sur la route de Metz à Saint-Avold.

### Seconde guerre mondiale

#### Bataille de France et captivité
En juin 1940, le secteur est durement attaqué. Les soixante hommes d'Einseling résistent à toutes les attaques, notamment celles, très violentes, des 21, 22 et 23 juin, et refusent de se rendre par deux fois, le jour même de l'armistice. Ce n'est que dix jours après, le 2 juillet, que, sur l'injonction de la commission d'armistice le lieutenant Vaillant accepte de déposer les armes. Il est fait prisonnier (très exactement Ehrengefangener, soit prisonnier d’honneur) et est interné à l'Oflag X B situé à Nienburg sur la Weser, entre Hanovre et Brême.
Après une première tentative d'évasion infructueuse en septembre 1941 (il est repris à Eupen en Belgique), il réussit la deuxième trois mois plus tard. Son itinéraire l'amène à son ouvrage d'Einseling où il est recueilli par un de ses anciens soldats, lorrain. Protégé, guidé, à pied, en voiture, par le train, il gagne Limoges où il est démobilisé.

#### Campagnes d’Italie et de France
Affecté au dépôt commun des régiments étrangers, il rejoint Sidi-Bel-Abbès en 1942 par Royan et Marseille et devient chef de section à la 11e compagnie du 3e bataillon du 1er régiment étranger d’infanterie à Aïn Sefra.
Pendant un an, il va vivre la vie des troupes d'Afrique du Nord, alternant exercices, manœuvres, tirs, travaux, préparant la reprise du combat, sous la supervision des commissions d'armistice italiennes.
Après le 8 novembre 1942 et le débarquement américain en Afrique du Nord et tandis que les 1er et 3e régiments d’infanterie de marine se battent en Tunisie, le lieutenant Vaillant ronge son frein à Sidi-Bel-Abbès, à l'état-major du régiment et comme instructeur au cours de perfectionnement des sous-officiers à Oran. De fait, il ne peut rejoindre le Régiment de marche de la légion étrangère (RMLE) (créé le 1er juillet) mais est affecté au DCRE, l'organisme administratif de la Légion étrangère. Cependant, la 13e DBLE arrive au bout de son fabuleux périple dans le désert. Il la rejoint le 1er septembre 1943, à Nabeul où il découvre alors de jeunes anciens qui, écrira-t-il plus tard, « étaient la Légion telle que nous la souhaitions : la jeunesse, le dynamisme et des titres de gloire incomparables ».
Avec le 2e bataillon, équipé à l'américaine, il débarque à Naples en avril 1944 et participe, au sein du corps expéditionnaire français en Italie (CEF) du général Juin, aux durs combats de la vallée du Liri en vue de percer la ligne Hitler à l'ouest de Pontecorvo, ce qui lui vaudra sa première citation. Puis, c'est la poursuite jusqu'à Rome, traversée en trombe le 11 juin et les derniers combats en Toscane, à Radicofani, enlevé de haute lutte le 18 juin.
Le 17 août, il débarque à Cavalaire et participe à l’avancée de l’Armée B, future 1re armée française commandée par de Lattre, par l'Ardèche, Lyon et le Morvan. Autun tombe le 9 septembre. Dans le Jura pourtant, l'ennemi durcit son action et après trois jours d'âpres combats, le lieutenant Vaillant participe à la prise de Marvelise, au nord de L'Isle-sur-le-Doubs. Le 21 septembre, il est blessé au pied à Onans et ne se laisse évacuer qu'une fois la mission remplie. Le 10 octobre 1944, il est fait chevalier de la Légion d'honneur.
Après quelques mois de convalescence, il retrouve son bataillon en Alsace le 7 janvier 1945, avec les galons de capitaine, au moment où l'offensive allemande se brise autour de Sélestat. Il contribue ensuite à la réduction de la poche de Colmar. Le capitaine Vaillant se distingue au nord d'Elsenheim où, prenant le commandement d'une compagnie qui avait perdu tous ses officiers et les deux tiers de son effectif, il repousse deux violentes contre-attaques allemandes, ce qui lui vaut sa quatrième citation. La 13e DBLE achève la guerre sur le front des Alpes. À la tête de la 5e compagnie, il s'empare, en avril 1945, du plateau de Giagiabella et des monts Ventabren. 
Elle participe au défilé de la Victoire sur les Champs-Élysées le 18 juin.

### Guerre d'Indochine (1946, 1949-1952)
Le capitaine Vaillant débarque avec la 13e DBLE à Saïgon le 10 mars 1946. Il découvre un nouveau type de guerre, la guérilla, avec d'incessants coups de main, patrouilles, opérations de nettoyage. C'est au cours de l'une d'elles qu'il est à nouveau blessé à la jambe, le 23 juin, à Vin Loc. Il est rapatrié sur la France par le Pasteur. 
Après sa convalescence, il rejoint les forces d'occupation françaises en Allemagne, puis l'École d'état-major comme stagiaire durant un an. Il est promu officier de la Légion d'honneur en mars 1948  et se porte à nouveau volontaire pour l'Extrême-Orient où il arrive le 31 décembre 1949. Chef du 3e bureau de l'état-major de la zone frontière du nord-est à Lang Son, il participe à l'organisation de plusieurs opérations. Lors du drame de la RC4 en octobre 1950, il joue, dit le texte de sa septième citation, « un rôle de premier ordre dans la mise sur pied des colonnes opérationnelles et la direction même des opérations. », et a « par son action personnelle, permis d'assurer la récupération et la réorganisation des éléments des colonnes Charton et Lepage, le 10 octobre 1950... ».
Chef de bataillon le 1er octobre 1951, il prend, un mois plus tard, le commandement du III/13e DBLE au moment du déclenchement de la bataille pour l'évacuation d'Hoa Binh décidée par le général Salan, le nouveau commandant en chef. Pendant un mois et demi, solidement implanté sur ses points d'appui, le bataillon Vaillant repousse victorieusement tous les assauts du Viêt-minh. Durant l'évacuation, il assure la mission la plus périlleuse, celle d'arrière-garde. Sous la pression d'un ennemi fougueux, jusqu'au corps à corps, le chef de bataillon Vaillant couvre le repli de la garnison, et en dépit d'une nouvelle blessure à la jambe et de lourdes pertes, manœuvre habilement pour mener, pendant deux jours, une série de combats retardateurs au long de la RC6.

### Washington (1953-1956)
Il rentre en France puis sert successivement à la délégation française du groupe permanent du pacte atlantique à Washington de 1953 à 1956, à l'État Major des Armées, puis est stagiaire à l'École supérieure de guerre dont il sort diplômé en 1958.

### Guerre d'Algérie
Il est promu commandeur de la Légion d'honneur en août 1959 puis colonel le 1er octobre 1960.
Il est de retour en Algérie à l'état-major du 19e corps d'armée basé à Bône, comme chef d'état-major de la 13e division d'infanterie  avant d’être nommé au cabinet du ministre de la défense.  
Le 1er février 1961, le colonel Vaillant retrouve pour la troisième fois la 13e DBLE, comme chef de corps cette fois, qu'il conduit une semaine plus tard, au succès lors de l'opération Dordogne dans les Aurès-Nemencha.
En avril, ce sont les durs combats de l'opération Isère, menée conjointement avec le 3e REI. Jusqu'en juillet 1961, il parcourt l'est constantinois jusqu'à la frontière tunisienne, au fameux bec de canard.
Le 1er août, le colonel Vaillant prend le commandement du 1er régiment étranger. Un an plus tard, l'Algérie devient indépendante. Il a alors la lourde tâche de diriger le transfert de son unité vers la métropole. À cette occasion, entre mai et octobre 1962, il va enfreindre les consignes de sa hiérarchie pour évacuer 30 000 personnes, des civils et des Harkis et supplétifs, malgré l’opposition d’éléments de l’Armée de Libération Nationale algérienne.

### Organisation du transfert de la  Légion de Sidi-Bel-Abbès à Aubagne
A Aubagne, le colonel Vaillant veut faire du camp de la Demande, nouveau siège de la maison mère de la Légion, un cadre digne d'elle ; c'est d'abord l'érection du monument aux morts en haut de cette place en gravier qui deviendra la cour d'honneur et la voie sacrée. Puis, c'est l'étude et l'adoption du futur quartier Viénot.
Sous sa direction, les légionnaires redeviennent, comme leurs aînés, des bâtisseurs alors qu’il ne cesse de visiter, d'inspecter son régiment éclaté sur plus de mille cinq cents kilomètres : Aubagne, Marseille, Puyloubier, Puits d'Auzon, Fontenay-sous-Bois, Strasbourg, Corte, Borgo et Bonifacio où le G.I.L.E. continue d'instruire les légionnaires.
Le 1er août 1963, il quitte le 1er RE et la Légion définitivement, alors que l’installation de la Légion à Aubagne est en très bonne voie.

### Général de division dans les forces françaises en Allemagne (FFA)
Appelé à occuper ensuite de hautes fonctions, le colonel puis général Vaillant est nommé à l'état-major du commandement en chef des forces alliées centre-Europe.
En 1964, le général Vaillant est attaché militaire près l’ambassade de France à Bonn puis, promu général de division en 1968, il prend le commandement de la 3e division blindée, appartenant aux forces françaises en Allemagne (FFA), à Fribourg-en-Brisgau la même année.
Le  31 juillet 1969, il est élevé à la dignité de grand officier de la Légion d'honneur.

### Inspecteur général de l'armée de terre (1973-1976)
Il est nommé inspecteur de l'infanterie en 1970 puis promu général de corps d’armée en 1971. 
En février 1973, sur proposition de Michel Debré, ministre de la Défense nationale, il est promu général d’armée et nommé inspecteur général de l'armée de terre.
Titulaire de treize citations donc cinq à l'ordre de l'armée, trois fois blessé, le général Vaillant est élevé à la dignité de grand-croix de la Légion d'honneur le 24 décembre 1975.
Il est inspecteur général de l'armée de terre jusqu'en février 1976 date à laquelle il est admis dans la 2e section du cadre des officiers généraux.

### Dernières années
Il préside le comité de la Flamme sous l’Arc de triomphe et est président de la société Kleber-track et de l’Addim en 1978. Il est aussi président d'honneur de l'association des anciens combattants de la ligne Maginot.
Il meurt à Paris le 22 juin 2011 et est inhumé au cimetière du Père-Lachaise dans le caveau de famille.

## Hommages
Le 26 avril 2019, le rond-point du Général Albéric Vaillant (anciennement rond-point des Lignières) est inauguré à Aubagne avec inscrit ce texte : « Grand chef militaire ayant participé à toutes les campagnes de l'armée française
depuis la deuxième guerre mondiale jusqu'à la guerre d'Algérie, le général d'armée Vaillant a commandé le 1er régiment étranger de 1961 à 1963 et a présidé au redéploiement du régiment et de la Maison Mère de la Légion étrangère à Aubagne au quartier Viénot
après l'indépendance de l'Algérie. »,.

## Grades
- Sous-lieutenant			1937
- Lieutenant				1939
- Capitaine					1945
- Chef de bataillon			1951
- Lieutenant-colonel		1957
- Colonel					1960
- Général de brigade		1964
- Général de division		1968
- Général de corps d’armée	1971
- Général d’armée			1973

## Décorations

### Françaises
- Grand-croix de la Légion d'honneur (24 décembre 1975)
  - Grand officier (31 juillet 1969)
  - Commandeur (août 1959)
  - Officier (20 mars 1948)
  - Chevalier (10 octobre 1944)
- Croix de guerre 1939–1945[1]
- Croix de guerre des Théâtres d'opérations extérieurs[1]
- Croix de la Valeur militaire [1]
- Médaille des évadés[1]

### Etrangères
- Commandeur du Mérite de la République fédérale d’Allemagne[1]